# Draupnir
Draupnir – w mitologii nordyckiej magiczny złoty pierścień, wykuty przez krasnoludy dla Odyna. Jego szczególna właściwość polegała na tym, iż w co dziewiątą noc powstawało z niego osiem identycznych pierścieni. Odyn zostawił Draupnir na stosie pogrzebowym Baldura, ale ten odesłał mu go z Helu (Helheimu).